# Hamataliwa porcata
Hamataliwa porcata är en spindelart som först beskrevs av Simon 1898.  Hamataliwa porcata ingår i släktet Hamataliwa och familjen lospindlar. Inga underarter finns listade i Catalogue of Life.